# Pollapönk

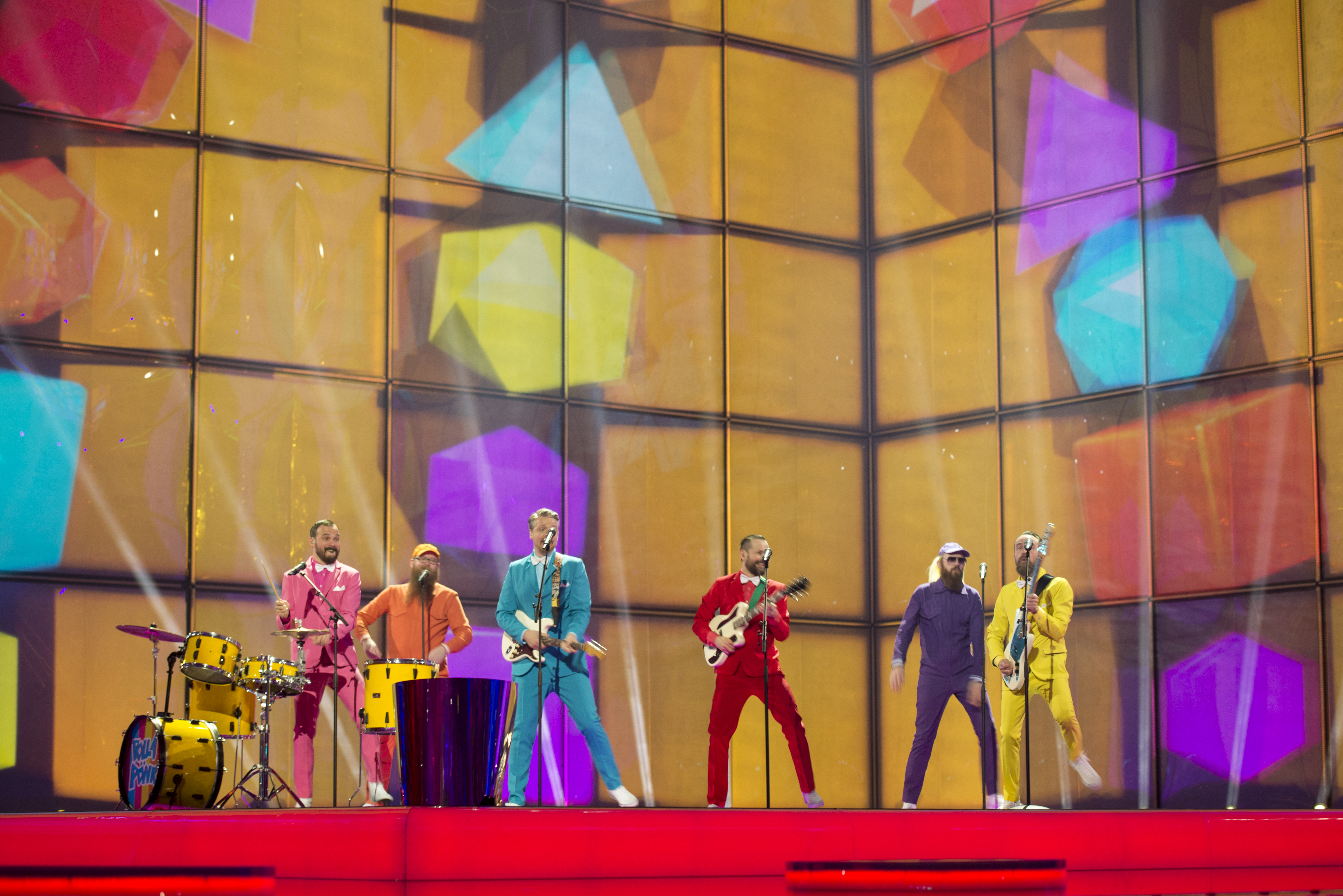
Pollapönk podczas występu w pierwszym półfinale Konkursu Piosenki Eurowizji 2014

Pollapönk – islandzki zespół muzyczny grający muzykę punkrockową, reprezentant kraju podczas Konkursu Piosenki Eurowizji 2014.

## Historia
Zespół został założony w 2006 roku przez dwóch nauczycieli, którzy chcieli tworzyć muzykę podobającą się zarówno dzieciom, jak i dorosłym oraz pokazującą, że cała rodzina może się dobrze bawić wspólnie. 
W 2014 roku zespół wziął udział w Söngvakeppnin (islandzkich eliminacjach do 59. Konkursu Piosenki Eurowizji), które ostatecznie wygrał z piosenką „Enga fordóma” („Bez uprzedzeń”). W Kopenhadze Pollapönk zaprezentował angielskojęzyczną wersję utworu pt. „No Prejudice”. Piosenka powstała, by przybliżyć słuchaczom problemy, jakimi są rasizm, uprzedzenia do innych i znęcanie się nad dziećmi. Po eurowizyjnych eliminacjach utwór zajął 1. miejsce na islandzkiej liście przebojów. 6 maja formacja wystąpiła w pierwszym półfinale konkursu jako piąta w kolejności i zakwalifikowała się do finału, który odbył się 10 maja. Ostatecznie zespół zajął 15. miejsce w końcowej klasyfikacji, zdobywając 58 punktów. Po konkursie utwór zajął 68. miejsce na listach przebojów w Austrii i 70. w Wielkiej Brytanii.

## Życie prywatne członków zespołu
Perkusista grupy, Arnar Gíslason, jest na co dzień pracownikiem sklepu muzycznego. Ma żonę Lárę Rúnarsdóttir i córkę Emblę Guðríður. Basista zespołu, Guðni Finnsson, także pracuje w sklepie muzycznym, żonaty jest z Margrét Benediktsdóttir, z którą ma syna Rökkviego Hrafna i dwie córki – Álfrún Tinnę i Kolfinnę Kristínardóttir. Heiðar Örn Kristjánsson na co dzień jest nauczycielem w przedszkolu, a jego żoną jest Linda Sigurjónsdóttir, z którą ma syna Myrkviego i córkę Enekę Aris. Wraz z żoną wychowuje również dwoje dzieci z poprzedniego małżeństwa kobiety – córkę Margrét Lenę i syna Kjartana Ernira. Gitarzysta Haraldur Gíslason również opiekuje się dziećmi z przedszkola, wziął ślub z Sigríður Eir Guðmundsdóttir, z którą ma troje dzieci: syna Gabríela Gísliego oraz dwie córki Hrönn i Huld. Ponadto dwaj ostatni, wraz z Ragnarem Pálem Steinssonem, tworzą od 1994 roku zespół Botnleðja.

## Dyskografia
Opracowano na podstawie materiału źródłowego:
- 2006: Pollapönk
- 2010: Meira Pollapönk
- 2011: Aðeins Meira Pollapönk
- 2014: Bebebe-Besta Pollapönkið (kompilacja)